# Bathygadus favosus
Bathygadus favosus és una espècie de peix de la família dels macrúrids i de l'ordre dels gadiformes.

## Morfologia
- Els mascles poden assolir 46,5 cm de llargària total.[4][5]

## Hàbitat
És un peix d'aigües profundes que viu entre 770-2745 m de fondària.

## Distribució geogràfica
Es troba a Mauritània, el golf de Guinea, el Marroc, l'arxipèlag de Madeira, Ciutat del Cap (Sud-àfrica), l'Estret de Florida, el Golf de Mèxic i el Carib.